# Микулаш III Опавский
Микулаш III Опавский (чеш. Mikuláš III Opavský, 1343/1350 — 9 июля 1394), также известный как Микулаш Глубчицкий и Микулаш Пржемыслович — князь Ратиборско-опавский (1365—1377), князь Глубчицкий (1377—1394).

## Биография
Микулаш был вторым сыном ратиборско-опавского князя Микулаша II от второго брака с Ядвигой Олесницкой. После смерти отца в 1365 году он поначалу княжеством совместно с братом Яном. Два их младших брата Вацлав и Пржемысл также считались князьми Ратиборско-опавскими, но из-за малолетства находились под опекой старших братьев. В 1377 году самый младший из братьев, Пржемысл, достиг 12-летнего возраста и был признан совершеннолетним, после чего братья потребовали раздела княжества. В результате Яну досталось Ратиборско-крновское княжество, в которое вошли Рацибуж, Крнов, Брунталь, Миколув, Пщина, Водзислав-Слёнски, Рыбник и Жоры. Микулашу III было выделено самостоятельное Глубчицкое княжество, а младшим братьям Вацлаву и Пржемыслу достался город Опава с окрестностями, образовавшие новое Опавское княжество.
Микулаш в основном проживал в своих владениях, но вскоре из-за финансовых трудностей заложил Глубчицкое княжество родственникам со стороны матери, князьям Олесницким.
Микулаш не вступал в брак и умер в 1394 году, не имея потомков. Право выкупа Глубчицкого княжества он передал своему младшему сводному брату Пржемыслу, который им воспользовался.